# Зимова Універсіада 1968
Зимова Універсіада 1968 — V зимова Універсіада, пройшла в австрійському Інсбруку з 21 по 28 січня 1968 року.

## Медальний залік
| Місце  | Країна         | Золото | Срібло | Бронза | Загалом |
| ------ | -------------- | ------ | ------ | ------ | ------- |
| 1      | СРСР           | 8      | 6      | 5      | 19      |
| 2      | США            | 4      | 3      | 3      | 10      |
| 3      | Японія         | 3      | 4      | 4      | 11      |
| 4      | Чехословаччина | 3      | 3      | 2      | 8       |
| 5      | Норвегія       | 2      | 1      | 0      | 3       |
| 6      | Австрія        | 1      | 2      | 3      | 6       |
| 7      | ФРН            | 1      | 1      | 1      | 3       |
| 8      | Швейцарія      | 1      | 0      | 0      | 1       |
| 9      | Фінляндія      | 0      | 1      | 2      | 3       |
| 10     | Польща         | 0      | 1      | 0      | 1       |
| 11     | Франція        | 0      | 1      | 0      | 1       |
| 12     | Італія         | 0      | 0      | 2      | 2       |
| 13     | Канада         | 0      | 0      | 1      | 1       |
| Всього | Всього         | 23     | 23     | 23     | 69      |

## Хокей
Переможцями турніру з хокею на Універсіаді 1968 стала збірна СРСР. Вона виступала в складі:
Склад чемпіонів Універсіади:
| Гравець                  | Позиція    | Клуб                 |
| ------------------------ | ---------- | -------------------- |
| Микола Кульков           | воротар    | «Динамо» (Київ)      |
| Микола Толстиков         | воротар    | ЦСКА (Москва)        |
| Володимир Альошин        | захисник   | «Динамо» (Київ)      |
| Олексій Богінов          | захисник   | «Динамо» (Київ)      |
| Олексій Макаров          | захисник   | «Спартак» (Москва)   |
| Володимир Мерінов        | захисник   | «Локомотив» (Москва) |
| Станіслав Щеголєв        | захисник   | «Динамо» (Москва)    |
| Олександр Стриганов      | нападник   | «Динамо» (Москва)    |
| Володимир Юрзінов        | нападник   | «Динамо» (Москва)    |
| Юрій Репс                | нападник   | «Динамо» (Москва)    |
| Валентин Козін           | нападник   | «Локомотив» (Москва) |
| Володимир Шадрін         | нападник   | «Спартак» (Москва)   |
| Юрій Чичурін             | нападник   | «Динамо» (Москва)    |
| Анатолій Бєлоножкін      | нападник   | «Динамо» (Київ)      |
| Ігор Тузик               | нападник   | «Динамо» (Київ)      |
| Сергій Серебряков        | нападник   | «Динамо» (Київ)      |
| Олександр Шоман          | нападник   | «Динамо» (Київ)      |
| Олександр Голембіовський | нападник   | «Динамо» (Київ)      |
| Дмитро Богінов           | ст. тренер | «Динамо» (Київ)      |